# 萧玉田
萧玉田（1945年—），辽宁葫芦岛人，汉族，中华人民共和国政治人物、第十二届全国人民代表大会河北地区代表。
毕业于锦州师范学校，加入民进、是承德市政协副主席，中国美术家协会会员，国家一级美术师。2008年起担任全国人大代表。2013年，被选为全国人大代表。